# Fight Night Round 4
Fight Night Round 4, este un simulator sportiv produs de EA Sports și distribuit de Electronic Arts.A apărut în anul 2009.Este disponibil pe PlayStation 3, Xbox 360 și PSP.

## Date despre joc
Fight Night Round 4 este un joc din cunoscuta serie Fight Night Round. Jocul este legat de box și a fost editat de Zincron.

## Grafica
Grafica este mai dezvoltată decât grafica din jocul anterior, Fight Night Round 3.